# 67号美国国道
67 号美国国道（英語：U.S. Route 67）是一条南北方向的美国国道。该公路连接了德克萨斯州普雷西迪奥县和爱荷华州杰克逊县，全长 2,511 km。